# Ніколас Мурлос
Ніколас Мурлос (10 серпня 1900 — 5 вересня 1944) — бельгійський важкоатлет і гімнаст.
Срібний призер Олімпійських Ігор 1920 року в командних змаганнях за європейською системою.